# Erdmuthe Dorothea von Zinzendorf

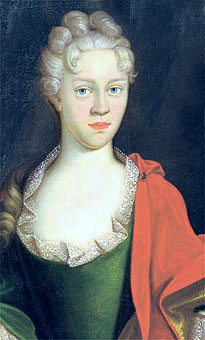
Erdmuthe Dorothea von Zinzendorf

Erdmuthe Dorothea, Gräfin von Zinzendorf, geborene Gräfin Reuß zu Ebersdorf, (* 7. November 1700 in Ebersdorf; † 19. Juni 1756 in Herrnhut) war eine deutsche Pietistin, Kirchenliederdichterin und Ehefrau von Graf Nikolaus Ludwig von Zinzendorf, der die Herrnhuter Brüdergemeine gründete.

## Leben
Als Tochter von Graf Heinrich X. Reuß zu Ebersdorf und Erdmuthe Benigna zu Solms-Laubach genoss Erdmuthe Dorothea eine pietistische Erziehung nach den Grundsätzen Philipp Jacob Speners.
In Ebersdorf heiratete sie am 7. September 1722 den Grafen Nikolaus Ludwig von Zinzendorf, den sie bei der Hochzeit seines Freundes, des Grafen Heinrich XXIX. Reuß zu Ebersdorf, mit Gräfin Sophie Theodora zu Castell-Remlingen (1703–1777), kennengelernt hatte. Zinzendorf hatte ursprünglich selbst Gräfin Sophie Theodora zu Castell-Remlingen ehelichen wollen.
Aus ihrer streitbaren Ehe, die vielfach von gegensätzlichen Standpunkten geprägt war, gingen innerhalb von 16 Jahren zwölf Kinder hervor, von denen aber nur vier, der Sohn Renatus und die älteste Tochter Benigna, Marie Agnes sowie die jüngste Tochter Elisabeth das Kleinkindalter überlebten.
Erdmuthe, die von ihrer Mutter die Wirtschaft und Verwaltung erlernt hatte, übernahm die Wirtschaftsführung für den Besitz ihres Mannes in Berthelsdorf und die neu gegründete Siedlung Herrnhut. In der Herrnhuter Brüdergemeine wurde sie zur Vorsteherin des Schwesternhauses, unterhielt ein Waisenhaus und fungierte als Hausmutter. Nach der ersten Ausweisung ihres Mannes überschrieb er ihr 1732 seinen Besitz, nachdem Erdmuthe eine Erbschaft von 20.000 Talern erhalten hatte. Der Verkauf der Güter des wegen seiner aufwändigen Missionsreisen hoch verschuldeten Grafen war „... aber nur ein Scheinverkauf, um seine Schulden wenigstens teilweise zu sanieren und um dabei in den Genuß der Erbschaft zu kommen, die Erdmuthe nur dann antasten konnte, wenn der Titel zu erworbenem Grundbesitz auf ihren Namen lautete. Im Kaufvertrag steht jedoch Zinzendorf das Recht des Wiedererwerbs nach fünf Jahren zu, daß nämlich das Gut ohne Entgelt ihm wieder zufallen sollte! So wurde Erdmuthe zwar juristisch Besitzerin der Güter, sie verlor aber ihre Erbschaft (Zinzendorf deckte mit dem Bargeld einen Teil seiner Schulden), verpflichtete sich dazu noch zu Zinszahlungen an ihren Mann und übernahm auch offiziell die Verantwortung sowohl für die Schuldendeckung wie für die Unterhaltung der Zinzendorfschen Werke. Damit war Zinzendorf von allen Geldfragen befreit, Erdmuthe aber mußte die durch Mißernten und Teuerungen immer größer werdende Schuldenlast und die Unsummen für die Missionsarbeit und Reisen Zinzendorfs tragen, bei den Zahlungsterminen das nötige Geld zusammensuchen und die nötigen Verbesserungen an den Gütern vornehmen.“
Gemeinsam bereisten die Eheleute mehrere europäische Länder, und während seiner elfjährigen Abwesenheit aus Sachsen im Gefolge seiner zweiten Ausweisung übernahm sie die Wirtschaftsführung der Gemeinde und verwaltete das Vermögen.
Nach der Rückkehr Zinzendorfs aus London im Jahre 1755 führten die Eheleute, die sich während der Trennung auseinandergelebt hatten, getrennte Haushalte. Erdmuthe, die seit dem Tode ihres letzten Sohnes Renatus 1752 kränkelte, lebte in Herrnhut, während ihr Mann das Schloss Bethel in Berthelsdorf bewohnte und eine enge Beziehung zu seiner langjährigen Mitarbeiterin und späteren zweiten Ehefrau Anna Nitschmann pflegte.

## Familie

### Vorfahren
| Ahnentafel von Erdmuthe Dorothea Reuß zu Ebersdorf | Ahnentafel von Erdmuthe Dorothea Reuß zu Ebersdorf                                                        | Ahnentafel von Erdmuthe Dorothea Reuß zu Ebersdorf                                                        | Ahnentafel von Erdmuthe Dorothea Reuß zu Ebersdorf                                                | Ahnentafel von Erdmuthe Dorothea Reuß zu Ebersdorf                                                | Ahnentafel von Erdmuthe Dorothea Reuß zu Ebersdorf                                             | Ahnentafel von Erdmuthe Dorothea Reuß zu Ebersdorf                                                       | Ahnentafel von Erdmuthe Dorothea Reuß zu Ebersdorf                                                           | Ahnentafel von Erdmuthe Dorothea Reuß zu Ebersdorf                                                           |
| -------------------------------------------------- | --- | --- | ------------------------------------------------------------------------------------------------- | ------------------------------------------------------------------------------------------------- | ---------------------------------------------------------------------------------------------- | --- | --- | --- |
| Ururgroßeltern                                     | Heinrich XVI. (I.) Reuß zu Gera (1530–1572) ⚭ 1566 Dorothea von Solms-Sonnenwalde (1547–1595)             | Albrecht VII. von Schwarzburg-Rudolstadt (1537–1605) ⚭ 1575 Juliane von Nassau-Dillenburg (1546–1588)     | Heinrich V. Reuß zu Obergreiz (1549–1604) ⚭ 1583 Maria von Schönburg-Waldenburg (1565–1628)       | Friedrich von Salm-Neufville (1547–1608) ⚭ Sibylle Juliane zu Isenburg-Birstein (1574–1604)       | Johann Georg I. zu Solms-Laubach (1547–1600) ⚭ Margarethe von Schönburg-Glauchau (1554–1606)   | Friedrich Magnus von Erbach-Fürstenau (1575–1618) ⚭ Johanna Henrietta zu Oettingen-Oettingen (1578–1619) | Heinrich Anselm von Promnitz (1564–1622) ⚭ 1590 Sophie von Kurzbach                                          | Georg Ernst von Schönburg-Lichtenstein (1601–1664) ⚭ 1623 Benigna von Schwamberg (1599–1648)                 |
| Urgroßeltern                                       | Heinrich II. (Posthumus) Reuß zu Gera (1572–1635) ⚭ 1597 Magdalene von Schwarzburg-Rudolstadt (1580–1652) | Heinrich II. (Posthumus) Reuß zu Gera (1572–1635) ⚭ 1597 Magdalene von Schwarzburg-Rudolstadt (1580–1652) | Heinrich IV. Reuß zu Obergreiz (1597–1653) ⚭ 1624 Elisabeth Juliane zu Salm-Neufville (1602–1653) | Heinrich IV. Reuß zu Obergreiz (1597–1653) ⚭ 1624 Elisabeth Juliane zu Salm-Neufville (1602–1653) | Johann Georg II. zu Solms-Laubach (1591–1632) ⚭ Anna Maria von Erbach-Fürstenau (1603–1663)    | Johann Georg II. zu Solms-Laubach (1591–1632) ⚭ Anna Maria von Erbach-Fürstenau (1603–1663)              | Siegmund Seyfried von Promnitz (1595–1654) ⚭ 1647 Katharina Elisabeth von Schönburg-Lichtenstein (1625–1656) | Siegmund Seyfried von Promnitz (1595–1654) ⚭ 1647 Katharina Elisabeth von Schönburg-Lichtenstein (1625–1656) |
| Großeltern                                         | Heinrich X. Reuß zu Lobenstein (1621–1671) ⚭ 1647 Maria Sibylla Reuß zu Obergreiz (1625–1675)             | Heinrich X. Reuß zu Lobenstein (1621–1671) ⚭ 1647 Maria Sibylla Reuß zu Obergreiz (1625–1675)             | Heinrich X. Reuß zu Lobenstein (1621–1671) ⚭ 1647 Maria Sibylla Reuß zu Obergreiz (1625–1675)     | Heinrich X. Reuß zu Lobenstein (1621–1671) ⚭ 1647 Maria Sibylla Reuß zu Obergreiz (1625–1675)     | Johann Friedrich I. zu Solms-Laubach (1625–1696) ⚭ Benigna von Promnitz (1648–1702)            | Johann Friedrich I. zu Solms-Laubach (1625–1696) ⚭ Benigna von Promnitz (1648–1702)                      | Johann Friedrich I. zu Solms-Laubach (1625–1696) ⚭ Benigna von Promnitz (1648–1702)                          | Johann Friedrich I. zu Solms-Laubach (1625–1696) ⚭ Benigna von Promnitz (1648–1702)                          |
| Eltern                                             | Heinrich X. Reuß zu Ebersdorf (1662–1711) ⚭ 1694 Erdmuthe Benigna zu Solms-Laubach (1670–1732)            | Heinrich X. Reuß zu Ebersdorf (1662–1711) ⚭ 1694 Erdmuthe Benigna zu Solms-Laubach (1670–1732)            | Heinrich X. Reuß zu Ebersdorf (1662–1711) ⚭ 1694 Erdmuthe Benigna zu Solms-Laubach (1670–1732)    | Heinrich X. Reuß zu Ebersdorf (1662–1711) ⚭ 1694 Erdmuthe Benigna zu Solms-Laubach (1670–1732)    | Heinrich X. Reuß zu Ebersdorf (1662–1711) ⚭ 1694 Erdmuthe Benigna zu Solms-Laubach (1670–1732) | Heinrich X. Reuß zu Ebersdorf (1662–1711) ⚭ 1694 Erdmuthe Benigna zu Solms-Laubach (1670–1732)           | Heinrich X. Reuß zu Ebersdorf (1662–1711) ⚭ 1694 Erdmuthe Benigna zu Solms-Laubach (1670–1732)               | Heinrich X. Reuß zu Ebersdorf (1662–1711) ⚭ 1694 Erdmuthe Benigna zu Solms-Laubach (1670–1732)               |
| Erdmuthe Dorothea Reuß zu Ebersdorf                | | |                                                                                                   |                                                                                                   |                                                                                                | | | |

### Nachkommen
Erdmuthe Dorothea Reuß zu Ebersdorf heiratete am 7. September 1722 in Ebersdorf Nikolaus Ludwig von Zinzendorf. Mit ihm hatte sie zwölf Kinder:
- Christian Ernst (* 7. August 1724 in Ebersdorf; † 24. November 1724 in Berthelsdorf)
- Henriette Benigna Justine (* 28. Dezember 1725 in Berthelsdorf; † 11. Mai 1789 in Herrnhut) ⚭ Johannes von Watteville (* 18. Oktober 1718 als Johann Michael Langguth in Walschleben; † 7. Oktober 1788 in Gnadenfrei)
- Christian Renatus (* 19. September 1727 in Herrnhut; † 28. Mai 1752 in London, begr. Chelsea)
- Christian Friedrich (* 18. September 1729 in Herrnhut; † 25. Oktober ebd.)
- Theodora Caritas (* 24. Oktober 1730 in Herrnhut; † 2. Dezember 1732 ebd.)
- Johann Ernst (18. März 1732 in Herrnhut; † 19. Mai 1732 ebd.)
- Christian Ludwig Theodor (19. März 1733 in Herrnhut; † 31. August 1736 auf der Burg Ronneburg, begr. Herrnhaag)
- Anna Theresia (* 7. August 1734 in Herrnhut; † 15. Dezember 1738 in Marienborn, begr. Herrnhaag)
- Marie Agnes (* 6. November 1735 in Herrnhut; † 17. Februar 1784 ebd.) ⚭ Moritz Wilhelm Burggraf und Graf zu Dohna-Schlodien (* 2. Dezember 1737 in Halle (Saale); † 4. März 1777 in Bath)
- Johanna Salome (* 4. August 1737 in Herrnhut; † 21. Dezember 1742 ebd.)
- David (* 22. September 1738 in Marienborn; † 6. Juni 1742 ebd., begr. Herrnhaag)
- Elisabeth (25. April 1740 in Marienborn; † 11. Februar 1807 in Herrnhut) ⚭ Friedrich Rudolph Freiherr von Watteville (* 1. Januar 1738 in Montmirail; † 18. Januar 1811 in Herrnhut).

## Werk
Erdmuthe Dorothea von Zinzendorf dichtete eine Reihe von Kirchenliedern. Sie handeln größtenteils von der Liebe zu Gott und vom Leben in der christlichen Gemeinde. In ihren späteren Liedern tritt die lutherische Rechtfertigungslehre in den Vordergrund. Die Lieder der Erdmuthe Dorothea von Zinzendorf wurden unter anderem in Gesangsbüchern der evangelischen Brüdergemeinde veröffentlicht und werden teilweise heute noch gesungen.
Nebst den Kirchenliedern wurden einige Briefe von ihr an adlige europäische Persönlichkeiten publiziert. Außerdem war sie Mitherausgeberin der Herrnhuter Losungen.